# Daniels (Wisconsin)
Daniels – miasto w Stanach Zjednoczonych, w stanie Wisconsin, w hrabstwie Burnett.